# Wannig (Berg)
Der Wannig (auch Hochwannig oder Wanneck) ist ein 2.493 m hoher Gipfel der Mieminger Kette in Tirol.

## Lage
Der Wannig bildet den westlichen Abschluss der Mieminger Kette. Südwestlich liegt das Dorf Nassereith im Gurgltal, im Süden der Holzleitensattel, der das Gurgltal mit dem Mieminger Plateau verbindet. Im Norden liegt der Fernpass, ein Übergang vom Gurgltal nach Biberwier im Ehrwalder Becken. Nach Osten hin setzt sich die Mieminger Kette mit den Handschuhspitzen und dem Marienbergjoch (1.789 m) fort.
Die obersten vierhundert Meter des Wannig sind von Felsen und Geröllfeldern geprägt, darunter folgt ein breiter Latschengürtel. In den tiefer gelegenen Regionen der West- und Südhänge liegen Reste alter Bergbautätigkeit, hier wurden im Revier Feigenstein Blei- und Zinkerze (Smithsonit) abgebaut.

## Anstiege
Meist wird der Wannig von der nordwestlich auf 1.718 m gelegenen Nassereither Alm (auch Muthenaualm genannt) aus bestiegen, die vom Fernpass, vom Albangerle nördlich von Nassereith, von Biberwier oder vom Marienbergjoch aus erreicht werden kann. Dieser Weg führt über die Westflanke, die Grüne Wanne, zum Gipfel (Stellen UIAA I).  Ein weiterer Weg von Nassereith trifft mit diesem Anstieg auf einer Höhe von ca. 1.780 m zusammen.
Vom Marienbergjoch wird der Wannig über die Handschuhspitzen bestiegen (Stellen UIAA I), weitere Anstiege über den Nordgrat (UIAA I) und die Nordwand (UIAA III) werden selten begangen.

## Weblinks

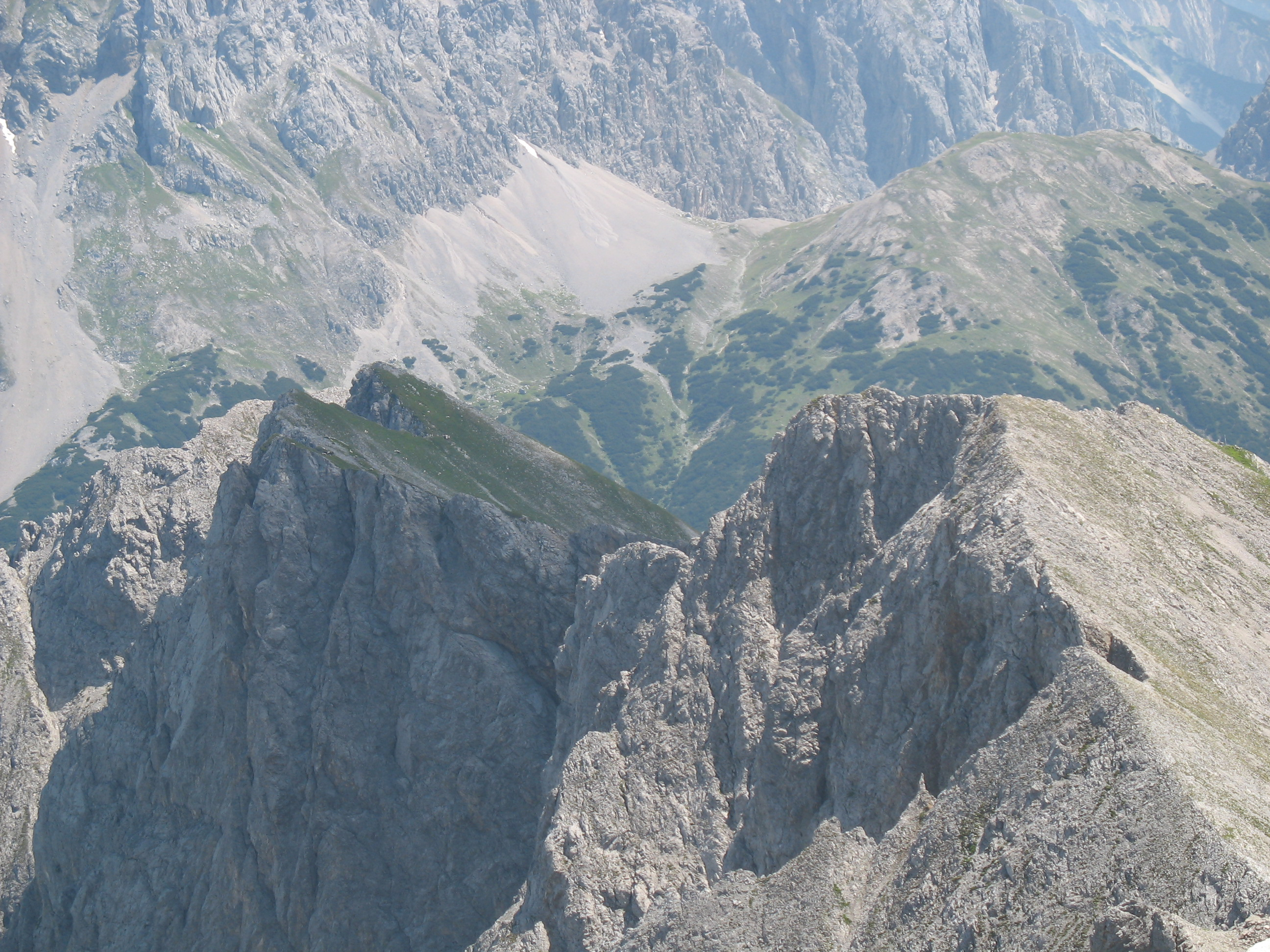
Handschuhspitzen vom Wannig aus gesehen
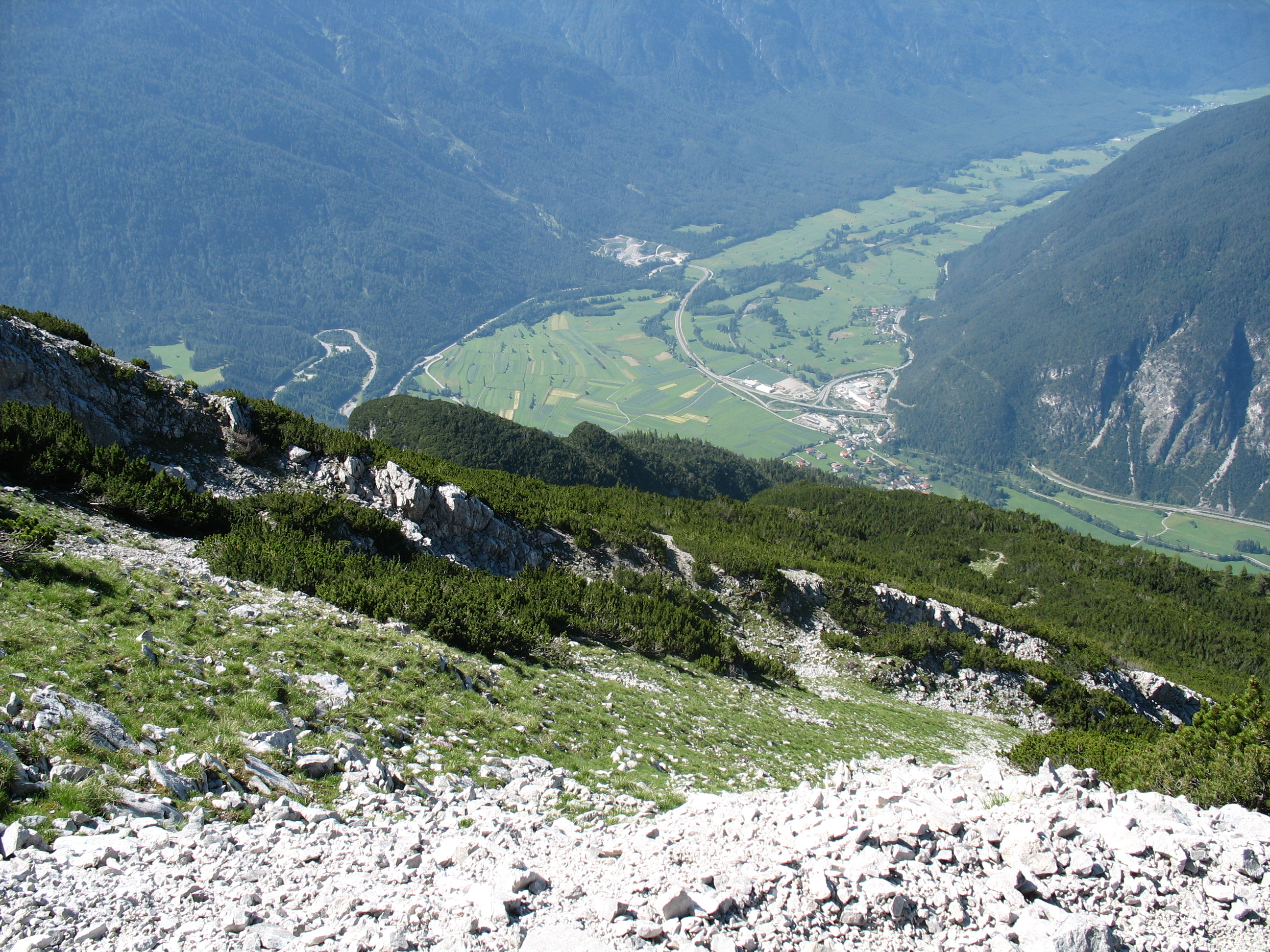
Nassereith vom Wanning aus gesehen
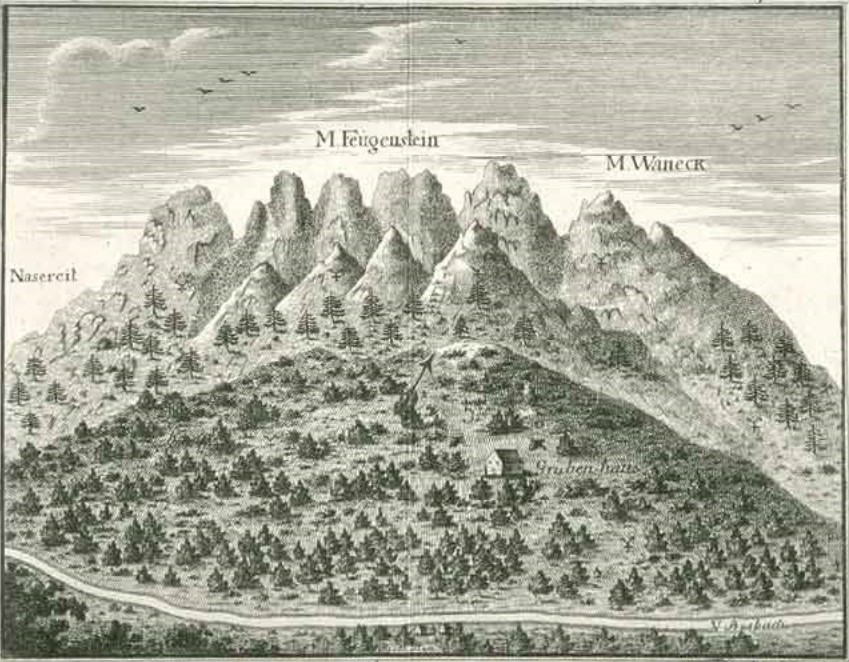
Bergbau am Wannig auf einem Kupferstich aus dem 18. Jahrhundert